# Carex munipoorensis
Carex munipoorensis är en halvgräsart som beskrevs av Charles Baron Clarke. Carex munipoorensis ingår i släktet starrar, och familjen halvgräs. Inga underarter finns listade i Catalogue of Life.